# Guillaume Vuilletet

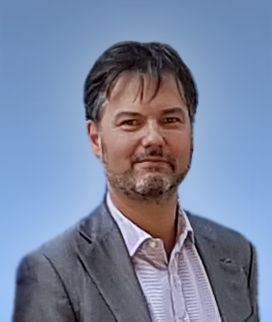
Guillaume Vuilletet (2017)

Guillaume Vuilletet (* 20. Juli 1967 in Beauvais) ist ein französischer Politiker (LREM). Er studierte Wirtschaftswissenschaften an der Université Paris 1 Panthéon-Sorbonne.

## Politische Karriere
Im Juni 2017 wurde Vuilletet für das Département Val-d’Oise als Abgeordneter in die Französische Nationalversammlung entsandt. Er ist Mitglied der Kommission für Verfassungsrecht, Gesetzgebung und allgemeine Verwaltung der Republik. Zuvor war er Abgeordneter im Regionalrat der Region Île-de-France.